# El Santo
El Santo (właśc. Rodolfo Guzmán Huerta, ur. 23 września 1917 w Tulancingo w stanie Hidalgo, zm. 5 lutego 1984) – meksykański aktor i luchador.
Sławę przyniosła mu postać, której kreowaniu poświęcił całe swoje życie. Rudolfo zyskał pseudonim Santo, El Enmascarado de Plata (hiszp. Święty, srebrnomaski człowiek), nigdy nie zdejmował swojej maski publicznie (dokonał tego tylko raz- w styczniu 1984 roku podczas udziału w programie telewizyjnym, tydzień przed śmiercią), a według legend nawet w niej spał. Faktem natomiast jest, że został pochowany w swojej masce.
Swoją maskę na szali kładł 37 razy, jednakże nigdy jej nie stracił pokonując między innymi Black Shadowa czy Perro Aguayo.
Santo 8 razy występował w walce wieczoru CMLL Anniversary Show (1942, 1943, 1953, 1956, 1961, 1968, 1969 i 1975).
Postać El Santo (hiszp. Święty) sławą dorównywała postaci Zorro i jak ona również kreowała postawę „dobra zwyciężającego zło”. El Santo stał się ikoną meksykańskiej popkultury pokolenia lat 50. i 60. XX wieku, a z jego charakterem utożsamiała się większość dzieci.
Jego finishery to: La de a Caballo (Camel clutch) i Tope de Cristo (Diving headbutt).

## Kariera

### Początki
W lucha libre zadebiutował pod swoim prawdziwym imieniem i nazwiskiem już w wieku 16 lat w 1934 roku na Peralvillo Cozumel Arena. Przed pseudonimem El Santo, Rudolfo używał innych, takich jak Rudy Guzmán, El Hombre Rojo (hiszp. Czerwony Człowiek), El Demonio Negro (hiszp. Czarny Demon) oraz El Murcielago II (hiszp. Nietoperz II). Ten ostatni pseudonim był nawiązaniem do słynnego luchadora Jesusa Velazqueza. Jesus postawił Santo przed komisją bokserską oraz komisją wrestlingu w Meksyku, która uznała, że Santo bezprawnie używał tego pseudonimu.

### El Santo
Na początku 1940 roku Rudolfo ożenił się z Maríą de los Ángeles Rodríguez Montaño, z którą później miał dziesięcioro dzieci: Alejandro, María de los Ángeles, Héctor Rodolfo, Blanca Lilia, Víctor Manuel, Miguel Ángel, Silvia Yolanda, María de Lourdes, Mercedes oraz ich najmłodszego syna Jorge, który również został wrestlerem jako El Hijo de Santo (hiszp. Syn Santo). W 1942 roku menedżer Rudolfo – Don Jesús Lomelí zaproponował Rudolfo nowe 3 pseudonimy, z których Rudolfo miał wybrać jeden. Do wyboru miał El Santo (hiszp. Święty), El Diablo (hiszp. Diabeł) lub El Angel (hiszp. Anioł). 26 czerwca, w wieku 24 lat zawalczył po raz pierwszy jako El Santo na Arenie Mexico. Jedna z największych walk El Santo odbyła się w 1952 roku, gdy walczył z drużyną Los Hermanos Shadow, która składała się ze słynnych luchadorów – Blue Demona i Black Shadowa.

### Emerytura
W 1980 roku El Santo zrezygnował z walki na ringu przechodząc na emeryturę. Pożegnalne tournée odbyło się w sierpniu 1982 roku. Podczas ostatnich walk Santo stoczył walki głównie przeciw drużynom z największymi gwiazdami tamtejszego lucha libre, takimi jak El Solitario czy Huracán Ramirez. Ostatnia trasa Santo miała też na celu wprowadzić w świat lucha libre jego następcę. Syn Jorga, który otrzymał pseudonim El Hijo de El Santo i miał być następcą El Santo.

## Śmierć
Rok po przejściu na emeryturę Santo był gościem w Contrapunto (meksykański program telewizyjny), w którym na chwilę, bez żadnego ostrzeżenia zdjął swoją maskę. Był to jedyny udokumentowany przypadek, kiedy Santo zdjął maskę publicznie. Santo zmarł na atak serca 5 lutego 1984 roku o 21:40, czyli tydzień po występie w Contrapunto. Pogrzeb El Santo jest uważany za jeden z największych pogrzebów w Meksyku. Wielu fanów oraz znajomych przybyło by zobaczyć się z Santo ostatni raz. Został pochowany w rodzinnym mieście Tulancingo. Zgodnie z jego wolą Santo został pochowany w swojej srebrnej masce.

## Legenda i powiązania
Legenda El Santo żyje do dziś zarówno wewnątrz, jak i poza wrestlingowym środowiskiem. Najmłodszy syn El Santo – Jorge kontynuuje historię ojca jako El Hijo de Santo.  i Ubiera się do walk podobnie do swojego ojca- nosi srebrną maskę oraz pelerynę. El Hijo de Santo nie jest tak wielką ikoną, jak jego Ojciec, jednak wiele osób uważa, że jest o wiele lepszy pod względem technicznym.
W 1960 roku na Meksykańskiej Scenie Lucha Libre pojawiła się kobieta o nazwie La Novia del Santo (hiszp. Ulubienica El Santo). Nosiła Srebrną Maskę, w której walczyła podobnie jak Santo. Kobieta ta nazywała się Irma Gonzalez. El Santo sam pobłogosławił ją i pozwolił jej używać swojego pseudonimu. Kilka lat później homoseksualny luchador przybrał sobie pseudonim La Novia del Santo, jednak Santo nie zgodził się na to wykorzystanie jego imienia.
Na scenie Lucha Libre zadebiutował kolejny następca El Santo (tym razem jego wnuk), który początkowo dostał pseudonim „El Nieto del Santo” (hiszp. Wnuk Santo). El Hijo de Santo złożył wniosek o odebranie praw jego krewnemu do używania tej nazwy oraz maski Santo. Prawdopodobnie syn Santo chce, by to jego własny syn nosił taki pseudonim. Wnuk Santo nie miał za wiele do powiedzenia i zmienił imię na Axel natomiast El Nieto del Santo używa jako nieoficjalną nazwę. Axel ma strój prawie identyczny jak santo, jednak posiada czarne wykończenia, dzięki którym nie narusza praw autorskich.

## Filmy
W 1952 roku artysta i redaktor Jose G. Cruz zapoczątkował serię komiksów o El Santo, czyniąc go jedną z najpopularniejszych postaci meksykańskiej literatury popularnej. Seria komiksów z Santo była tworzona aż przez 35 lat do 1987 roku. W 1952 roku pojawił się film The Man in Silver Mask, jednak sam El Santo odmówił wystąpienia w filmie, ponieważ uważał, że będzie to film nieudany. Rolę Santo zagrał luchador El Médico Asesino, który posiadał bardzo podobną maskę.
W 1958 roku Fernando Osés– wrestler oraz aktor, zaprosił El Santo do współpracy przy filmach i choć Santo nie chciał rezygnować z kariery wrestlera przyjął propozycje i próbował łączyć obie rzeczy jednocześnie. Osés w filmach grał pomocnika Santo. Fernando Osés i Enrique Zambrano napisali dwa pierwsze scenariusze do filmów El Cerebro del Mal i Hombres Infernales, które wyreżyserował w 1958 roku Joselito Rodríguez. Filmy były kręcone na Kubie a zakończyły się w przededniu ogłoszenia przez Fidela Castro zwycięstwa rewolucji. Santo zagrał w filmach pomocnika superbohatera, nazywał się El Incognito, który jeszcze wtedy w filmie nie był przedstawiany jako luchador. W późniejszym okresie, gdy filmowa kariera Santo nabierała tempa, autorzy tych filmów po ciuchu dodali nazwę Santo do ich własnych tytułów.
Prawdziwa filmowa kariera Santo rozpoczęła się w 1961 roku wraz z jego trzecim filmem o nazwie Santo vs the Zombies. Santo zagrał główną rolę i po raz pierwszy został pokazany jako luchador, który jest zarazem superbohaterem. Santo ostatecznie zagrał w 52 filmach o Lucha Libre z czego w tylko dwóch miał rolę epizodyczną. Większość filmów była robiona na tym samym wzorze: El Santo był superbohaterem, który walczył z potworami, wampirami, złymi naukowcami, bandytami itp.
Jego najbardziej znany film spoza Meksyku jest również uważany za najlepszy w karierze. Jest to film z 1962 roku o nazwie Santo vs Las Mujeres Vampiro. Film został wydany w dwóch językach: hiszpańskim i angielskim. Film ten był lepszy od poprzednich pod względem technicznym, jednak wzór fabularny był wciąż ten sam. Santo walczył ze złem – w tym przypadku kobietą wampirem. Największy sukces finansowy Santo odniósł w filmie The Mummies of Guanaujuato, w którym oprócz Santo zagrały dwie ikony lucha libre czyli Blue Demon i Mil Mascaras.
Seria filmów El Santo była inspiracją dla innych luchadorów do tworzenia filmów, które różniły się tym, że miały innych superbohaterów i nazwy. Swoje filmy nagrały takie gwiazdy jak Mil Mascaras, Blue Demon, Superzan. Santo wystąpił w kilku filmach razem z Blue Demonem czy Milem Masacarasem.
W 1982 roku na Florydzie Santo nakręcił swój ostatni film pod tytułem Fury of the Karate Experts. Film został nakręcony tydzień przed zakończeniem kariery luchadora przez Santo. El Santo oficjalnie wycofał się z lucha libre na tydzień przed 65 urodzinami, 12 września 1982 roku.

## Inne
Santo był również bohaterem animowanego mini-serialu na Cartoon Network w Ameryce Łacińskiej. Była to seria krótkich 2 minutowych historii puszczana w nocy. Pierwszy odcinek pojawił się 27 października 2004 roku. W stacji pojawiło się jeszcze kilka innych mini-seriali z Santo.
El Santo był także inspiracją animowanego serialu Mucha Lucha oraz El Tigre:Adventures of Manny Riviera. W Mucha Lucha nazywał się „El Ray” i reprezentował swoją postacią wszystko to, co pozytywne i dobre. W El Tigre była to postać White Panthera, która była kopią postaci z filmów, ale też Silver Sombrero, który był istną kopią samego El Santo z tym, że nosił duży kapelusz.
W 2010 roku w poznańskiej Galerii Ego odbyła się wystawa Kingi Offert zatytułowana El Más Santo. Wystawa oraz towarzyszące jej wydawnictwo dotyczyło różnych postaci i figurek opartych na motywie El Santo.

## Osiągnięcia
Empresa Mundial de Lucha Libre
- Mexican National Light Heavyweight Championship (1 raz)[8]
- Mexican National Middleweight Championship (4 razy)[9]
- Mexican National Tag Team Championship (2 razy) – z Rayo de Jalisco[10]
- Mexican National Welterweight Championship (2 razy)[11]
- NWA World Middleweight Championship (1 raz)
- NWA World Welterweight Championship (2 razy)[12]

Professional Wrestling Hall of Fame and Museum
- Wprowadzony w 2013[13]

Wrestling Observer Newsletter awards
- Wrestling Observer Newsletter Hall of Fame (Wprowadzony w 1996 roku)